# Spezielle Funktion
In der Analysis, einem Teilgebiet der Mathematik, bezeichnet man gewisse Funktionen als  spezielle Funktionen. Diese spielen sowohl in der reinen Mathematik selbst als auch in ihren Anwendungen wie zum Beispiel in der mathematischen Physik eine zentrale Rolle. Der Begriff der speziellen Funktion ist nicht präzise definiert. Oftmals versteht man unter einer speziellen Funktion jedoch nur solche Funktionen, die zumindest transzendent sind. Daher spricht man anstatt von einer speziellen Funktion auch von einer höheren transzendenten Funktion.

## Begriffsbestimmung
Der Begriff der speziellen Funktion ist nicht präzise definiert. Von einem pragmatischen Standpunkt aus ist eine spezielle Funktion zumeist eine Funktion, die von einer Variablen abhängt, die außerdem keine elementare Funktion ist wie zum Beispiel die algebraische Funktionen, die trigonometrische Funktionen, die Exponentialfunktion, die Logarithmusfunktion sowie Funktionen, die mittels algebraischer Operationen aus diesen konstruiert werden können, und die von solcher Wichtigkeit für Mathematik oder ihre Anwendungen ist, dass sie Gegenstand intensiver Forschung ist oder war und in entsprechender Fachliteratur intensiv behandelt wurde.
Viele spezielle Funktionen zählen zu den transzendenten Funktionen und werden auch als höhere transzendente Funktionen bezeichnet. Ein großer Teil der speziellen Funktionen sind holomorph oder meromorph und lassen sich daher in Reihen entwickeln.
Oftmals stehen spezielle Funktionen zueinander in enger Beziehung. Daher ist es heute Gegenstand der Forschung die speziellen Funktionen selbst und die Beziehungen zueinander zu klassifizieren. Seit dem 19. Jahrhundert wurden verschiedene Ansätze entwickelt, mit denen wichtige spezielle Funktionen als Spezialfälle von geschlossen darstellbaren Funktionenscharen behandelt werden können. Hierzu zählen unter anderem die Meijersche G-Funktion, die Foxsche H-Funktion und die hypergeometrische Funktion.

## Liste einiger spezieller Funktionen
- Folgende spezielle Funktionen sind Verallgemeinerungen der Fakultät bzw. der Gammafunktion
  - Gammafunktion
  - Eulersche Betafunktion
  - Pochhammer-Symbol
  - Polygamma-Funktionen (Spezialfälle: Digammafunktion, Trigammafunktion)
  - Barnes'sche G-Funktion
- Hypergeometrische Funktionen
  - Spezielle Funktionen, die sich aus der hypergeometrischen Funktion für spezielle Parameter ergeben
    - Legendre-Polynome
    - Hermitesche Polynome
    - Laguerre-Polynome
    - Bessel-Funktionen
- Funktionen, die als verallgemeinerte Logarithmen verwendet werden
  - Polylogarithmen
  - Nielsen-Funktion
  - Clausen-Funktionen
  - Lambertsche W-Funktion
- Zeta-Funktionen
  - Riemannsche Zetafunktion und Riemannsche Xi-Funktion
- Weitere spezielle Funktionen
  - Elliptische Integral-Funktionen
  - Dirichletsche Etafunktion
  - Dirichletsche Lambda-Funktion
  - Dirichletsche Beta-Funktion
  - Airy-Funktion

In der mehrdimensionalen Analysis sind auch spezielle Funktionen in mehreren (in der Regel komplexen) Variablen gebräuchlich.
- Spezielle Funktionen in mehreren Parametern
  - Verallgemeinerte hypergeometrische Funktionen
    - Appellsche Funktionen

Weitere Spezielle Funktionen der theoretischen Physik:
- Clebsch-Gordan-Symbole
- Wigner-nj-Symbole

## Anwendungsgebiete
Viele dieser Funktionen sind Lösungen von Differentialgleichungen, die in wichtigen Anwendungssituationen auftreten. Spezielle Funktionen sind auch das Rückgrat von vielen Berechnungen mit Computeralgebrasystemen (Mathematica, Maple usw.).
In jüngerer Zeit werden auch die Eigenschaften von speziellen Funktionen mit Hilfe von Computeralgebra und symbolischer Mathematik untersucht. In der analytischen Zahlentheorie sind sie von besonderer Bedeutung.